# Kojijū
Kojijū (小侍従, conosciuta anche come Hachiman Kojijū (八幡小侍従) o Mitsuyoi no Kojijū (待宵の小侍従); 1121 – 1202) è stata una poeta giapponese waka del tardo periodo Heian.
È considerata una delle Trentasei poetesse immortali.

## Biografia
Apparteneva al clan Ki e suo padre era il Bettō (別当) del santuario shintoista Iwashimizu Hachiman-gū Ki no Mitsukiyo e sua madre era la poetessa Hanazono Sadaijin-ke no Kodaishin, figlia di Sugawara no Ariyoshi. Una delle sue sorelle era Ki no Ieko, dama di corte e moglie dell'imperatore Toba, era anche cugina di Inpumon'in no Tayū.
Era la moglie del Chūnagon Fujiwara no Korezane. Era anche conosciuta come Hachiman Kojijū (八幡小侍従) dato il mestiere di suo padre, e come Mitsuyoi no Kojijū (待宵の小侍従) a causa di una poesia pubblicata nello Shin Kokin Wakashū, in cui viene paragonata ad un'oenothera (in giapponese, mitsuyoi).
Intorno al 1161 iniziò il servizio alla corte imperiale prima con l'imperatore Nijō, in seguito con l'imperatrice Fujiwara no Masaruko e l'imperatore Takakura. Ha avuto una relazione romantica con Minamoto no Yorimasa. Intorno al 1179 divenne monaca buddista. Morì nell'era Kennin (1201 - 1204) intorno agli ottant'anni.

## Poesia
Come poetessa waka, ha partecipato a vari concorsi (uta-awase) nel 1166, 1167, 1170, 1172 e 1175. Partecipò anche ai circoli poetici promossi dall'imperatore in pensione Go-Toba. Il suo stile di poesia era considerato moderato e aveva rapporti amichevoli con Tokudaiji Sanesada, Fujiwara no Shunzei, Taira no Tadamori e il monaco buddista Saigyō. Ha realizzato una raccolta personale delle sue poesie nel Kojijū-shū (小侍従集) e 55 delle sue poesie furono incluse nell'antologia imperiale Senzai Wakashū.